# 神足相応
「神足相応」（しんそくそうおう、巴: Iddhipāda-saṃyutta, イッディパーダ・サンユッタ）とは、パーリ仏典経蔵相応部に収録されている第51相応。

## 構成
8品から成るが、省略されている部分も多い。
- 1. Cāpāla-vaggo --- 全10経
- 2. Pāsādakampana-vaggo --- 全10経
- 3. Ayoguḷa-vaggo --- 全12経
- 4. Gaṅgā-peyyāla-vaggo --- 全12経
- 8. Ogha-vaggo --- 全10経

## 日本語訳
- 『南伝大蔵経・経蔵・相応部経典6』（第16巻下） 大蔵出版
- 『原始仏典II 相応部経典6』 中村元監修 春秋社